# Frücht
Frücht là một đô thị ở huyện Rhein-Lahn, bang Rheinland-Pfalz, in phía tây nước Đức.

## Sources
- Frücht page on the Bad Ems Municipal Association website.

(tiếng Đức)